# 24 кадри (фільм)
«24 кадри» (англ. 24 Frames) — Іранський експериментальний фільм-драма 2016 року, остання прижиттєва робота Аббаса Кіаростамі, завершена його сином Ахмадом. Прем'єра стрічки відбулася 23 травня 2017 року на 70-му Каннському міжнародному кінофестивалю (2017), де вона брала участь в позаконкурсній програмі на спеціальних показах до 70-річного ювілею кінофестивалю .

## Синопсис
Фільм складається з коротких історій, кожна з яких присвячена одній фотографії, які режисер робив протягом 40 років. 23 фотографії і картина нідерландського художника Пітера Брейгеля старшого сплітаються воєдино і перетворюються у плавну розповідь. У фільмі відсутні діалоги, показані лише пейзажі і тварини.
|                     | «Мені завжди було цікаво, наскільки точно і реалістично автор прагне зобразити сцену. Художники відображають лише один єдиний кадр з життя і не беруть до уваги те, що було до або після. В «24 кадрах» я вирішив використовувати фотографії, які робив протягом багатьох років. Для кожної з них я придумав невелику історію довжиною в 4,5 хвилини про те, що могло відбуватися до і після того, як я зробив фото» |
| — Аббас Кіаростамі, | |

## Про фільм
Аббас Кіаростамі працював над проектом три роки, самостійно займаючись його фінансуванням. У липні 2016 року кінорежисер помер у віці 76 років, не встигнувши закінчити стрічку. Зйомки завершив його старший син Ахмад, який працював над завершенням стрічки свого батька протягом п'яти місяців. «Нам потрібно було дещо змінити, але кожного разу, коли ми вносили правки, я думав про те, як би це зробив мій батько» — зазначив Ахмад Кіаростамі.